# برت هاجکینسون (بازیکن فوتبال، زاده ۱۹۰۳)
برت هاجکینسون (انگلیسی: Bert Hodgkinson؛ ۱ دسامبر ۱۹۰۳ – ۱۹۷۴ (۷۰−۷۱ سال)) بازیکن فوتبال اهل بریتانیا بود.
از باشگاه‌هایی که در آن بازی کرده‌است می‌توان به باشگاه فوتبال بارنزلی، باشگاه فوتبال کولوین بای، باشگاه فوتبال تاتنهام هاتسپر، و باشگاه فوتبال کرو آلکساندرا اشاره کرد.